# Свадба (филм из 2005)
„Свадба” (Ohcet) је словеначки кратки филм из 2005. године. Режирао га је Петар Пашић који је написао и сценарио.

## Улоге
| Глумац             | Улога     |
| ------------------ | --------- |
| Милош Димић        |           |
| Бојан Димитријевић | Кум Живко |
| Небојша Глоговац   | Ташта     |
| Марија Каран       | Млада     |
| Никола Пејаковић   |           |
| Јанез Шкоф         |           |

Остале улоге ▼
| Глумац          | Улога |
| --------------- | ----- |
| Ивана Шкорић    |       |
| Феђа Стојановић | Месар |
| Матија Вастл    |       |
| Милена Зупанчић |       |